# Le Raincy
Le Raincy er en mindre fransk provinsby. Den er hovedsæde i arrondissementet af samme navn i departementet Seine-Saint-Denis. Indbyggerne kaldes Raincéens.
Kommunen havde tidligere nummeret 78515, da det tilhørte det nu nedlagte departement Seine-et-Oise.

## Geografi
Kommunen ligger øst for Paris i udkanten af Forêt de Bondy.